# Taching am See

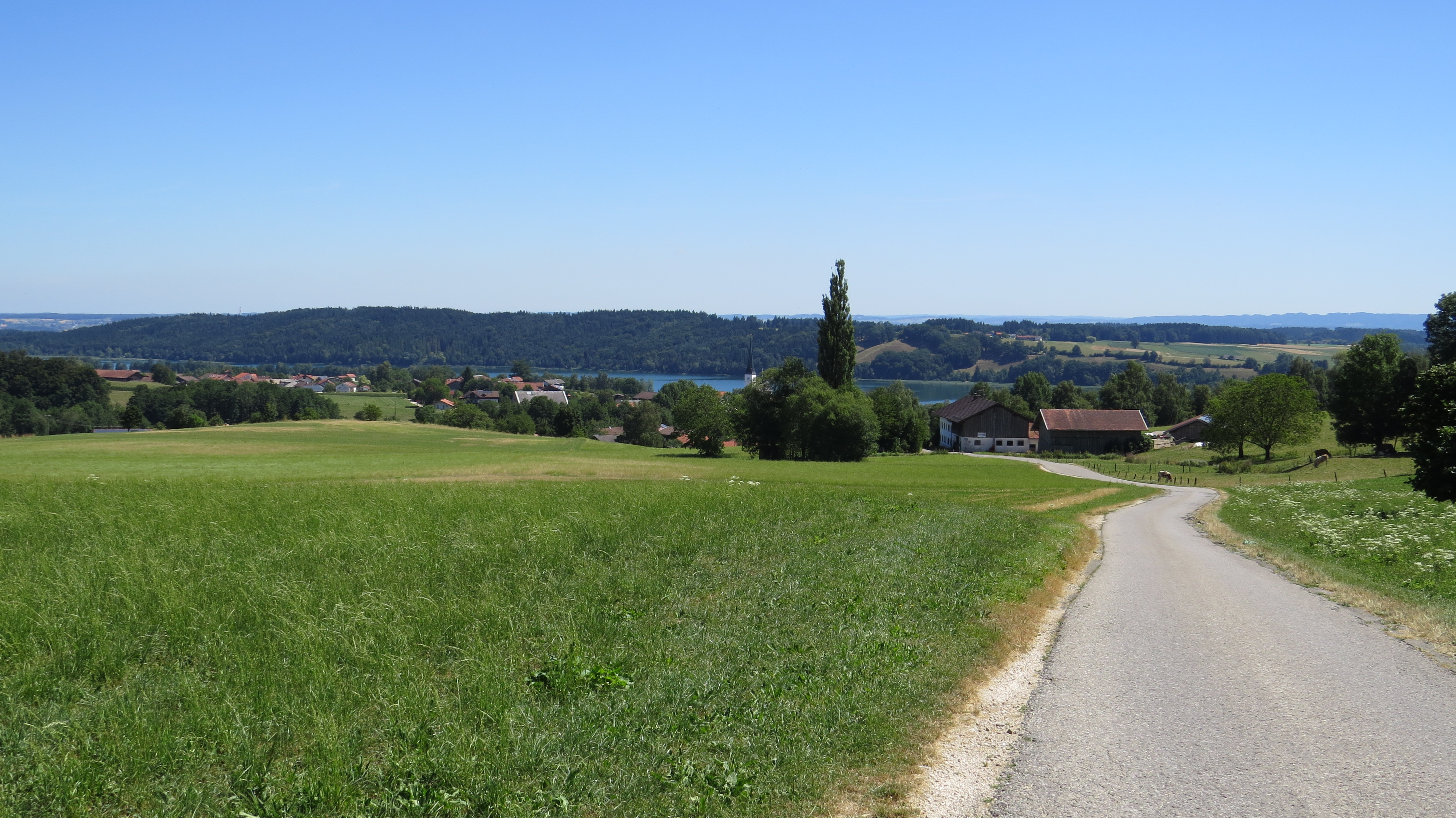
Taching am See von Westen

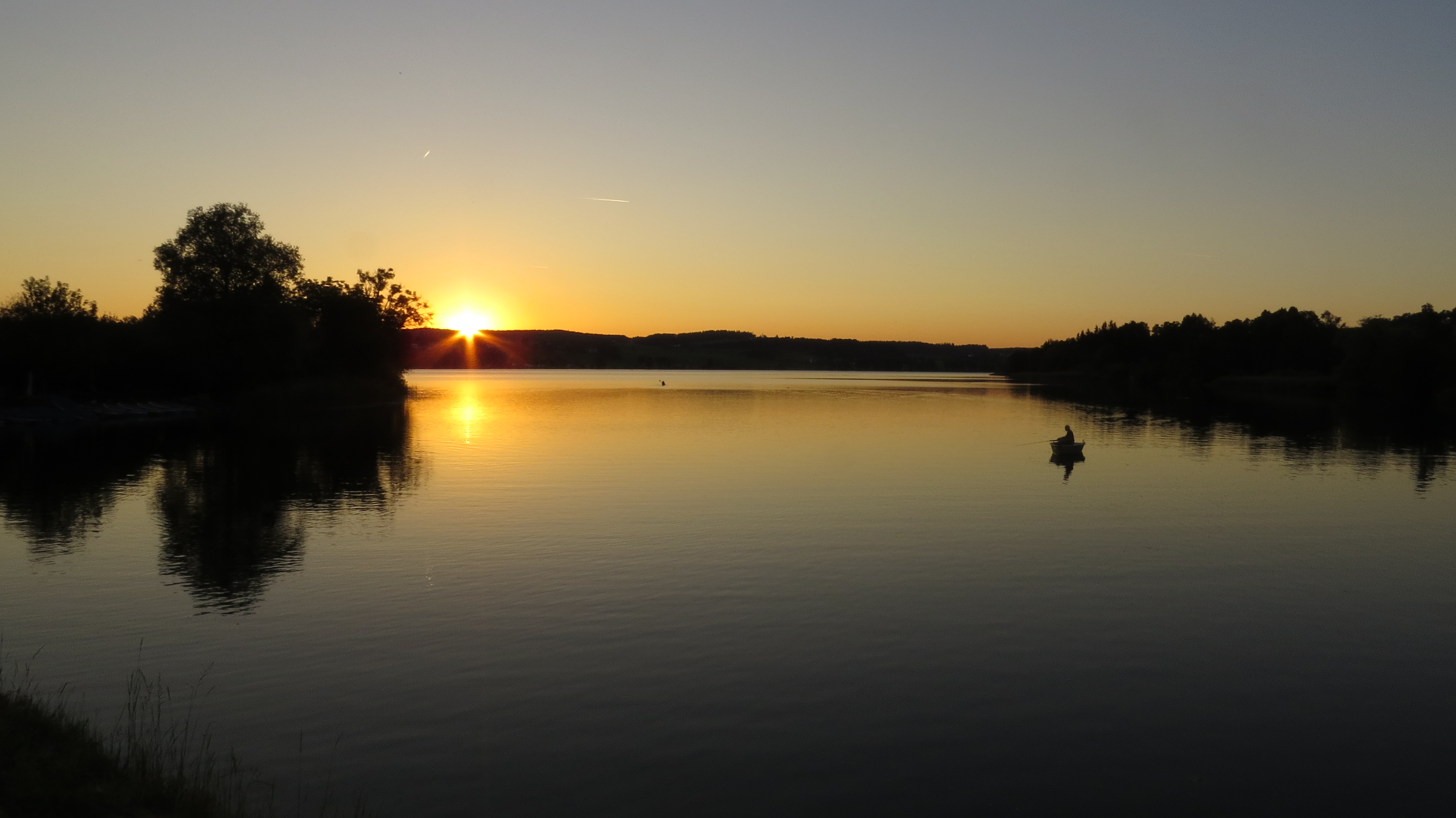
Tachinger See von Süden

Taching am See (amtlich: Taching a.See) ist eine Gemeinde im oberbayerischen Landkreis Traunstein innerhalb des Rupertiwinkels. Die Gemeinde ist Mitglied der Verwaltungsgemeinschaft Waging am See. Die Gemeinde mit den Ortsteilen Taching am See und Tengling liegt am Tachinger See. Dieser ist mit bis zu 27 Grad Celsius der wärmste See Oberbayerns.

## Geographie

### Geographische Lage
Taching liegt westlich des Tachinger Sees gegenüber Tettenhausen. Die Bezeichnung „am See“ ist dabei geographisch noch akzeptabel, obwohl durch die Tieferlegung der Achen, die dem Südende des Sees bei Petting entströmt, der Seespiegel 1867 um zwei Meter sank, so dass Taching nun etwas vom Seeufer abgerückt ist. So sind jetzt nur noch der Campingplatz mit der Strandbad-Gaststätte und den Freizeit- und Erholungsanlagen mit Strandbad und Sportplatz in unmittelbarer Seenähe. Der Ortsteil Tengling liegt nördlich des Tachinger Sees.

### Gemeindegliederung
Es gibt 53 Gemeindeteile:
- Aignsee
- Assing
- Au
- Bermoos
- Bromberg
- Buchberg
- Burg
- Burgeralm
- Coloman
- Eging
- Fisching
- Furthmühle
- Gessenhausen
- Grendach
- Gröben
- Hammerloh
- Haseneck
- Haunerting
- Haus
- Hirschpoint
- Hochfeld
- Höhenreit
- Hörgassing
- Hucking
- Krautenbach
- Limberg
- Mauerham
- Mollstätten
- Mönchspoint
- Moos
- Moosmühle
- Mühlthal
- Obertaching
- Pertenham
- Planthal
- Rambicheln
- Salling
- Schneidergröben
- Schönhofen
- Schröckenbauer
- Sicharting
- Stecken
- Steineck
- Steingrub
- Taching am See
- Tengling
- Thalpoint
- Untertaching
- Weiherhaus
- Weinberg
- Weitgassing
- Wimpasing
- Windschnur
- Zaglreit

Die ehemaligen Gemeindeteile Hennhart, Thalwies und Windschnur sind heute mit Tengling verbunden.

## Geschichte

### Bis zur Gemeindegründung
Im Gebiet von Taching sind merowingische Reihengräber nachgewiesen. Die ersten schriftlichen Belege aus dem 10. Jahrhundert weisen auf einen Besitz der Sieghardinger hin. Aus dieser Zeit könnte auch die Kirche mit dem Patrozinium des Hl. Petrus stammen, die bis 1896 eine Filialkirche von Waging war und dann zu einer selbständigen Pfarre erhoben wurde. Die Kirche stand in der Nähe der Burg Taching, dem Vorgängerbau des heutigen Berglerhofes.
Taching am See gehörte seit 1275 zum Erzstift Salzburg und war Sitz einer Obmannschaft. Es fiel bei der Säkularisation (1803) an den Erzherzog Ferdinand von Toskana, 1805 (Frieden von Pressburg) an Österreich, welches es 1809/10 an Bayern abtreten musste. Selbstständige Gemeinde wurde Taching im Jahr 1818.

### 20. Jahrhundert
Am 7. März 1953 wurde der Gemeindename von Taching in Taching a.See geändert. Im Jahr 1972 wurde Taching Teil einer Verwaltungsgemeinschaft. Der Ort entwickelte sich im 20. Jahrhundert zu einem bedeutenden Erholungs- und Ferienort.

### Eingemeindungen
Im Zuge der Gebietsreform in Bayern wurde am 1. Mai 1978 die Gemeinde Tengling eingegliedert.

## Politik

### Bürgermeister
Stefanie Lang (CSU/UW/Bürgerliste) ist seit 1. Mai 2020 Bürgermeisterin; sie wurde bei einer Wahlbeteiligung von 70,7 % mit 54,57 % der gültigen Stimmen gewählt. Ihre Vorgängerin war von Mai 2008 bis April 2020 Ursula Haas.

### Gemeinderat
Bei den Wahlen am 15. März 2020 lag nur der gemeinsame Vorschlag von CSU, Unabhängiger Wählergemeinschaft (UW) und Bürgerliste vor, dem somit alle 14 Mandate nach den Bestimmungen der Mehrheitswahl zufielen.

### Wappen
|  | Blasonierung: „Unter rotem Schildhaupt, darin zwei silberne Wellenleisten, schräglinks geteilt von Silber und Rot, unten eine heraldische silberne Rose mit goldenem Butzen.“ |
|  | |

## Sport und Freizeit
Am Tachinger See, der 3,95 km lang und bis zu 1,0 km breit ist, liegt ein Campingplatz. In der näheren Umgebung bietet sich die Möglichkeit für zahlreiche Freizeitaktivitäten: Wanderungen, Alm- u. Bergtouren, Angeln, Reiten, Bootsverleih, Golfplatz und -schule, Wintersport, Minigolf, Segel- und Surfschule, Trimmpfad, Kneippanlage, Tennisplatz, Beachvolleyball und Fußball. Nach 13-jähriger Abstinenz stellt der SV Taching seit der Saison 2014/2015 wieder eine eigene Herrenfußballmannschaft.

Taching ist Ausgangspunkt für den ausgeschilderten Kapellenrundweg und den Barfußwanderweg.

## Persönlichkeiten
- Dieter Sattler (1906–1968), deutscher Architekt, Kulturpolitiker und Diplomat
- Martin Sattler (* 1942), deutscher Professor, Politikwissenschaftler und Jurist
- Stephan Sattler (* 1947), deutscher Journalist